# Concertino da Camera
El Concertino da Camera o amb el seu nom complet Concertino da camera pour saxophone-alto et onze instruments és una obra musical de Jacques Ibert escrita per a saxòfon alt i onze instruments. Fou composta l'any 1935 i estrenada l'11 de desembre pel saxofonista alemany Sigurd Rascher a Winterthur (Suïssa), al qual Ibert dedicà l'obra. Formà part del programa oficial del XIV Festival de la Societat Internacional per la Música Contemporània que se celebrà a Barcelona l'any 1936 i va ser el dedicatari, Sigurd Raschèr qui l'interpretà sota la direcció del mateix compositor en el concert del 20 d'abril. L'any següent fou interpretada per Marcel Mule a París, amb l'orquestra també dirigida pel mateix Ibert. És una peça d'una gran intensitat rítmica que es troba en ple domini del contrapunt.